# Людвіг Анценгрубер
Лю́двіг Анценгру́бер (нім. Ludwig Anzengruber; 29 листопада 1839, Відень — 10 грудня 1889, Відень) — австрійський письменник, драматург.

## Життєпис
Народився у Відні. Працював у книгарні, був актором мандрівної трупи, журналістом.
У драмах реалістично змальовував життя селян та ремісників, гостро засуджував клерикалізм і бюрократизм:
- «Священик з Кірхфельда» (1870),
- «Селянин-кривоприсяжник» (1871),
- «Хробак сумління» (1874),
- «Четверта заповідь» (1878).

Використав форму віденської народ, п'єси — «фольксштюк». Написав роман «Пляма ганьби» і кілька збірок оповідань.